# Mellúszás

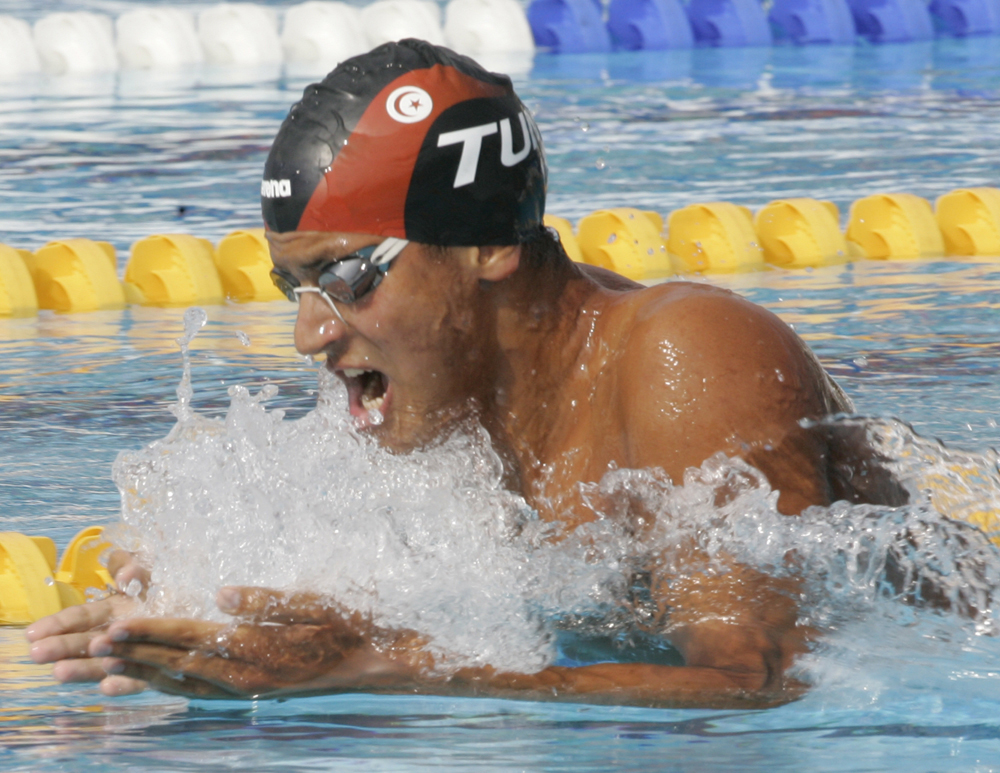
Uszáma el-Mellúli verseny közben

A mellúszás olyan úszásnem, amely a békák lábtempóját utánozza, ahogyan a sarkak kört írnak le, miközben a karok szívformát. Egyike a négy hivatalos úszóstílusnak, a vegyesúszásnak is része. Mind közül ez a legösszetettebb. Keleti eredetű stílus, amelynek ősét versenyen Európában elsőként 1844-ben Londonban két indián úszó, Repülő Sirály és Dohány mutatta be. Az angolok azonban, bár megismerhették az új stílust, nem tartották alkalmasnak az európai sztenderdek közé beiktathatónak. Az Amerikai Egyesült Államok tért vissza hozzá, ahol 1870 és 1880 között megtartották az első mellúszóversenyeket. A 20. század elején már Angliában is rendeztek versenyeket, majd 1908-ban a negyedik újkori olimpián bevezették, 200 méteren.

## Kivitelezés

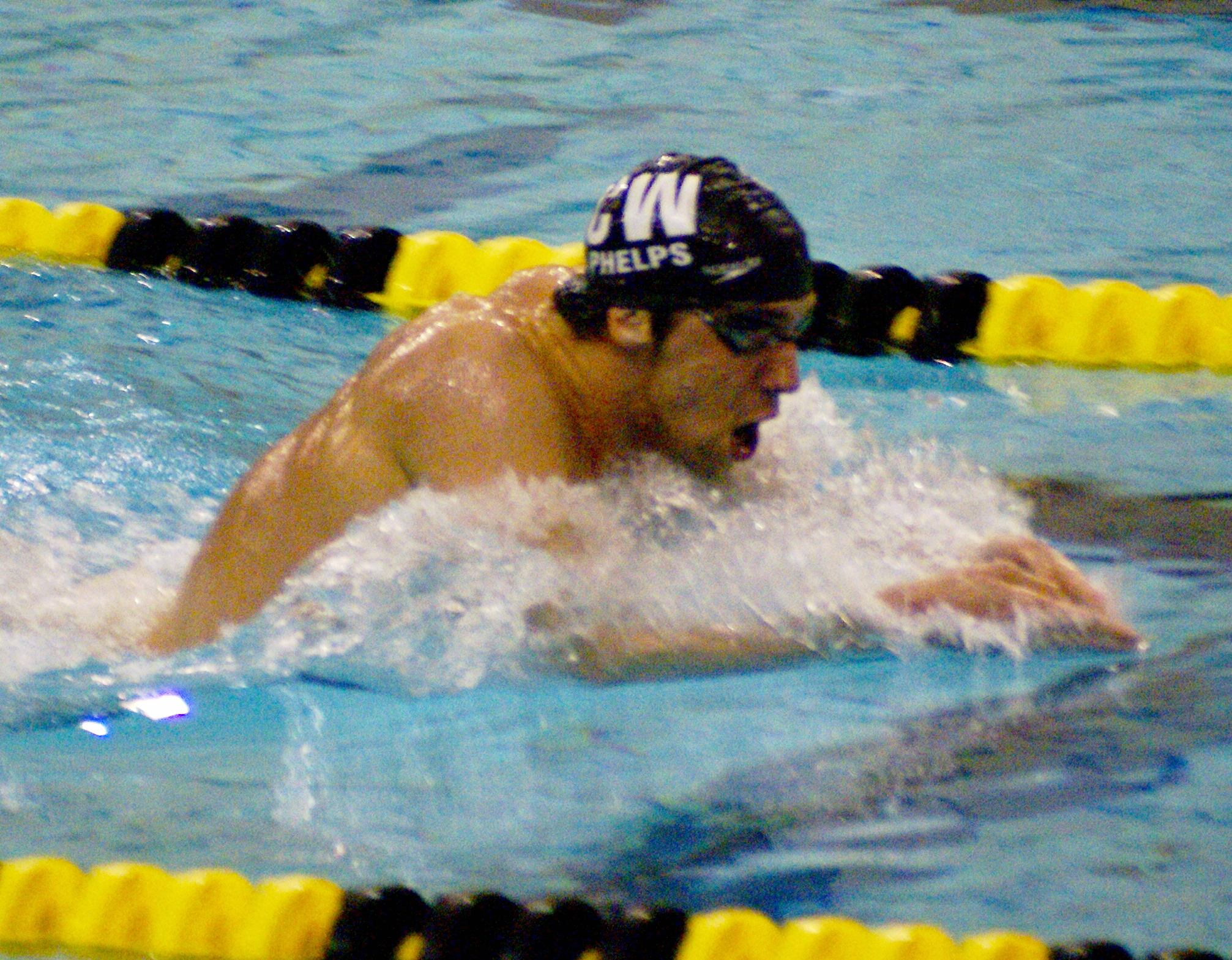
Michael Phelps kartempója

A kartempó aktív fázisa (amely az indítást adja) oldalirányú és közvetlenül a víz felszíne alatt történik. A karok szimmetrikusan mozognak, miközben a tenyerek kifelé fordulnak.

A felkészítő (passzív) fázist minden esetben az előtt kell kezdeni, mielőtt a kezek a fejhez viszonyítva hátrébb kerülnek.
Az aktív fázisban a fej kiemelkedik a vízből a levegővétel kivitelezéséhez, majd a karok passzív helyzetbe hozásával egy időben a lábtempót hajtjuk végre, a béka lábtempóját utánozva. Minden kartempót ciklikusan levegővétel, majd lábtempó követ.
Ezen úszásnem helyes kivitelezése abban áll, hogy a kartempó aktív fázisa egybeesik a lábtempópasszív fázisával, vagyis a lábtempó aktív fázisa akkor indul, amikor a kartempó teljesen végbement. A lábszárak mozgása úgy történik, hogy a sarok a sípcsont felé tart (kalapácsláb). A felkészítő fázis a térdek felhúzását jelenti, ügyelve arra, hogy a sarkak ne kerüljenek túl közel a farizmokhoz. Ezen a ponton kezdődik az aktív fázis, a lábfejeket kifelé fordítva, a lábszárakkal kifelé rúgunk, mígnem azok kiegyenesednek, majd határozott mozdulattal összezárjuk őket.

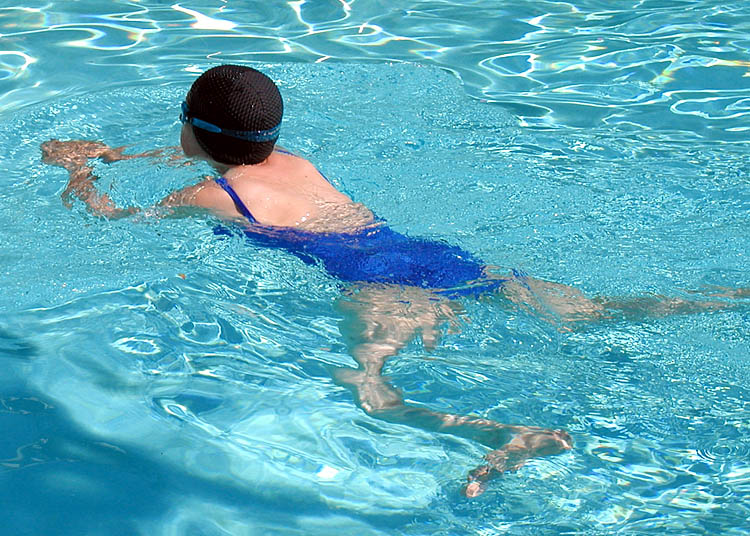
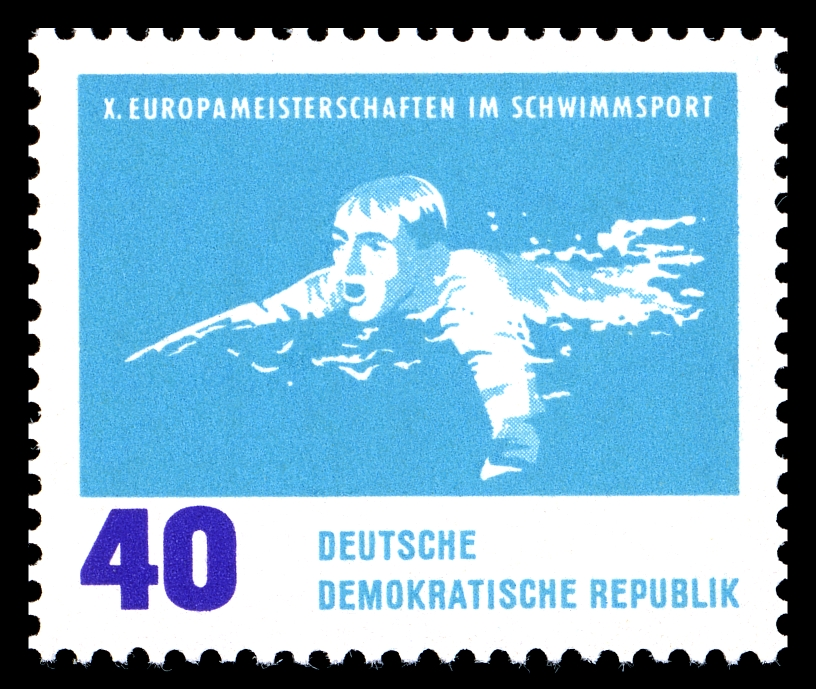

## Versenyszabályok
1. A rajt és minden forduló utáni első kartempótól a testnek hasra fordulva kell lennie. Nem megengedett hanyatt fordulni egy pillanatra sem.
2. Minden karmozdulatnak szimultán, egy vízszintes síkban kell végbemennie, függőleges alternálás nélkül.
3. A kezeket együtt tartva kell a melltől fölfelé lökni a víz felszínén, vagy közvetlenül alatta. A könyököknek a vízszint alatt kell maradniuk, kivéve a forduló előtti utolsó tempót, a fordulót és a cél előtti utolsó tempót. A kézfejeket a víz színén, vagy közvetlenül alatta kell visszahúzni, de a csípők vonalán sohasem túl, kivéve az indulás és a forduló utáni első karcsapást.
4. Minden lábtempót szintén egyszerre, ugyanabban a vízszintes síkban kell végrehajtani, függőleges alternálások nélkül.
5. Az előrehajtó lábtempónál a lábfejeket kifelé kell fordítani. Ollózó, vagy gyors, szabálytalan, pillangózó rúgás nem megengedett. Meg szabad a lábakkal törni a vízfelszínt, azzal a feltétellel, hogy nem követi delfin- (azaz pillangózó) rúgás lefelé. 2005 augusztusától a szabályzat megenged egy pillangózó rúgást indulás és minden forduló után.
6. A beütést, minden fordulónál és a versenyvégi beérkezésnél mindkét kézzel egyszerre, fölfelé, a víz színe alatt kell végrehajtani. Az utolsó karhúzás után, a beütés előtt, a fejet a vízbe kell meríteni, feltéve, hogy legalább egy pillanatra megtöri a vízfelszínt, az utolsó teljes, vagy nem teljes ciklus előtt, amely a beütést megelőzi.
7. Minden teljes, szabályszerűen kivitelezett egy-egy kartempóból és lábtempóból álló ciklus folyamán, a versenyző fejének valamely része meg kell, hogy törje a víztükröt, mindazonáltal, az úszó, míg teljesen elmerül az indulás vagy minden forduló után, végrehajthat egy teljes kartempót hátrafelé a lábaiig és azokkal egy rúgást. A fejnek a befelé forduló kezek előtt meg kell törnie a víztükröt, a második kartempó csúcsán.

### Versenyszámok
- 50 m
- 100 m
- 200 m

Az 50 m-es jelenleg nem olimpiai szám.

## Fordítás
- Ez a szócikk részben vagy egészben  a   rana (nuoto) című olasz Wikipédia-szócikk ezen változatának fordításán alapul.  Az eredeti cikk szerkesztőit annak laptörténete sorolja fel. Ez a jelzés csupán a megfogalmazás eredetét és a szerzői jogokat jelzi, nem szolgál a cikkben szereplő információk forrásmegjelöléseként.